# Đổi mới
Đổi mới trong ý nghĩa hiện đại của nó là "một ý tưởng, suy nghĩ sáng tạo, trí tưởng tượng mới dưới dạng thiết bị hoặc phương pháp". Sự đổi mới thường được xem là ứng dụng của các giải pháp tốt hơn, đáp ứng các yêu cầu mới, nhu cầu không được chứng minh hoặc nhu cầu thị trường hiện có. Sự đổi mới như vậy diễn ra thông qua việc cung cấp các sản phẩm, quy trình, dịch vụ, công nghệ hoặc mô hình kinh doanh hiệu quả hơn được cung cấp cho thị trường, chính phủ và xã hội. Một sự đổi mới là một cái gì đó nguyên bản và hiệu quả hơn và, do đó, mới, "xâm nhập" vào thị trường hoặc xã hội. Đổi mới có liên quan đến, nhưng không giống như phát minh, vì đổi mới có nhiều khả năng liên quan đến việc triển khai thực tế một phát minh (tức là khả năng mới / cải tiến) để tạo ra tác động có ý nghĩa trong thị trường hoặc xã hội, và không phải tất cả các đổi mới đòi hỏi một phát minh. Đổi mới thường xuyên thể hiện qua quy trình kỹ thuật, khi vấn đề đang được giải quyết có bản chất kỹ thuật hoặc khoa học..
Trong khi một thiết bị mới lạ thường được mô tả như một sự đổi mới, trong kinh tế, khoa học quản lý và các lĩnh vực thực hành và phân tích khác, đổi mới thường được coi là kết quả của một quá trình tập hợp nhiều ý tưởng mới lạ theo cách mà chúng ảnh hưởng đến xã hội. Trong kinh tế công nghiệp, những đổi mới được tạo ra và tìm thấy theo kinh nghiệm từ các dịch vụ để đáp ứng nhu cầu tiêu dùng ngày càng tăng.
Đổi mới cũng có một ý nghĩa lịch sử cũ hơn là khá khác nhau. Từ những năm 1400 đến những năm 1600, trước giai đoạn định cư tại Mỹ, khái niệm "đổi mới" ở Mỹ đã mang tính miệt thị. Đó là một từ đồng nghĩa hiện đại ban đầu cho sự nổi loạn, nổi loạn và dị giáo.